# Gai Servili Estructe Ahala (cònsol 427 aC)
Gai Servili Estructe Ahala (llatí: Gaius Servilius Q. f. C. n. Structus Ahala) va ser cònsol de Roma l'any 427 aC. Cert Gai Servili Estructe Axil·la va ser tribú amb potestat consular els anys 419, 418 i 417 aC, i sembla que es podria tractar del mateix personatge, atès que el cognomen Axil·la està documentat entre els Servilis.
Va ser elegit tribú consular en tres ocasions. La primera, l'any 419 aC, quan hi va haver una revolta d'esclaus que volia incendiar Roma, però es va poder evitar gràcies a la delació de dos esclaus. L'any següent va tornar a ser tribú consular, i uns ambaixadors de Túsculum es van presentar davant d'ell denunciant que els labicans els amenaçaven i els eques havien saquejat el seu territori. El Senat va declarar la guerra als labicans i als eques. Quint Servili Prisc Fidenat, que comandava les forces militars, va deixar a Gai Servili al càrrec de la ciutat. Durant el curs de la guerra, Quint Servili va ser nomenat dictador per segona vegada, atesos mals resultats de les batalles per l'acció poc coordinada dels tribuns militars, i va nomenar Gai Servili magister equitum.
En aquest darrer any va ser, segons els fastos, magister equitum amb el dictador Quint Servili Prisc Fidenat. Segons Titus Livi, el dictador Fidenes era el seu pare, però altres fonts l'anomenen Servilius Ahala.
Gai Servili va ser encara tribú consular l'any 417 aC, any que es va caracteritzar pels desordres civils a causa de les lleis agràries.
Va ocupar el consolat quan els tribuns de la plebs van imposar una declaració de guerra contra la ciutat de Veïs, que havia trencat una treva, i que va ser decidida pel poble. Els romans van enviar delegats per a formalitzar les hostilitats.